# Selma Rudert
 Selma Carolin Rudert (* 1987 in Mainz) ist eine deutsche Sozialpsychologin. Seit 2024 leitet sie die Professur für Sozialpsychologie und Gesellschaft an der Rheinland-Pfälzischen Technischen Universität Kaiserslautern-Landau (RPTU).

## Leben und Werdegang
Selma Rudert studierte von 2006 bis 2012 Psychologie an der Universität Mannheim. Für ihre Doktorarbeit wechselte sie an die Universität Basel. Von 2012 bis 2016 promovierte sie am dortigen Lehrstuhl für Sozialpsychologie. Während ihrer Promotionszeit war sie 2015 Visiting Scholar an der Purdue University in den USA. 2018 wurde Rudert als Juniorprofessorin für Sozialpsychologie an die Universität Koblenz‑Landau (später RPTU) berufen. Die Deutsche Forschungsgemeinschaft bewilligte ihr 2021 eine Emmy‑Noether‑Forschungsgruppe zum Thema „Situated Ostracism: A new model explaining purposeful ostracism decisions in social contexts“, die über sechs Jahre gefördert wird. Seit 2024 ist sie Professorin für Sozialpsychologie und Gesellschaft an der RPTU Kaiserslautern‑Landau.

## Forschungsschwerpunkte
Ruderts Forschung untersucht soziale Gruppenprozesse und insbesondere die Ursachen und Folgen von sozialer Ausgrenzung (Ostrazismus) in Gruppen.  Zu ihren Forschungsinteressen gehören soziale Ausgrenzung, soziale Normen, Diversität, moralische Urteile, Selbstbestimmungstheorie der Motivation, Politische Kommunikation und Immigration. Die von ihr geleitete Emmy‑Noether‑Gruppe analysiert zielgerichtete Ausgrenzungsentscheidungen.

## Veröffentlichungen (Auswahl)
Rudert ist Herausgeberin des Sammelbandes „Current Directions in Ostracism, Social Exclusion and Rejection Research“ (2019).  Das Buch, das sie gemeinsam mit Rainer Greifeneder und Kipling D. Williams herausgab, gibt einen aktuellen Überblick über die Ursachen und Folgen von Ausgrenzung und präsentiert neue Forschungsansätze.
Unter ihren Fachaufsätzen befinden sich Beiträge wie:
- Rudert, S.C., Möring, R., Kenntemich, C., & Büttner, C.M. (2023). When and why we ostracize others: Motivated social exclusion in group contexts. Journal of Personality and Social Psychology, 125(4), 803–826. doi:10.1037/pspi0000423
- Rudert, S.C., Hales, A.H., & Büttner, C.M. (2021). Stay out of our office (vs. our pub): Target personality and situational context affect ostracism intentions. Journal of Experimental Social Psychology, 95, Article 104142. doi:10.1016/j.jesp.2021.104142
- Rudert, S.C., Janke, S., & Greifeneder, R. (2020). The experience of ostracism over the adult life span. Developmental Psychology, 56(10), 1999–2012. doi:10.1037/dev0001096
- Rudert, S. C., Keller, M. D., Hales, A. H., Walker, M., & Greifeneder, R. (2020). Who gets ostracized? A personality perspective on risk and protective factors of ostracism. Journal of Personality and Social Psychology, 18(6), 1247–1268. doi:10.1037/pspp0000271
- Rudert, S. C., Ruf, S., & Greifeneder, R. (2020). Whom to punish? How observers sanction norm-violating behavior in ostracism situations. European Journal of Social Psychology, 50(2), 376–391. doi:10.1002/ejsp.2606.
- Rudert, S.C., Sutter, D., Corrodi, C., & Greifeneder, R. (2018). Who’s to blame? Dissimilarity as a cue in moral judgments of observed ostracism episodes. Journal of Personality and Social Psychology, 115, 31–53. doi:10.1037/pspa0000122.
- Rudert, S.C., Hales, A.H., Greifeneder, R., & Williams, K.D. (2017). When silence is not golden: Why acknowledgement matters even when being excluded. Personality and Social Psychology Bulletin, 43(5), 678–692. doi:10.1177/0146167217695554
- Rudert, S. C., Reutner, L., Greifeneder, R., & Walker, M. (2017). Faced with exclusion: Perceived facial warmth and competence influence moral judgments of social exclusion. Journal of Experimental Social Psychology, 68, 101–112. doi:10.1016/j.jesp.2016.06.005
- Rudert, S.C. & Greifeneder, R. (2016). When it’s okay that I don’t play: Social norms and the situated construal of social exclusion. Personality and Social Psychology Bulletin, 42(7), 955–969. doi:10.1177/0146167216649606